# 宮崎県立延岡しろやま支援学校
宮崎県立延岡しろやま支援学校（みやざきけんりつ のべおかしろやましえんがっこう）は、宮崎県延岡市野地町にある県立の特別支援学校。聴覚障害児と知的障害児、肢体不自由児を対象にした特別支援教育を行っている。

## 概要
歴史
2012年（平成24年）に延岡市内にあった特別支援学校3校が統合され開校。宮崎県立延岡西高等学校の跡地（2005年（平成17年）3月閉校）に設置された。
特色
宮崎県北地区の特別支援教育の拠点として、地域教育支援センターが併設されている。
部門と学部
- 聴覚障害教育部門 - 幼稚部・小学部・中学部（乳幼児教育相談、通級指導[2]も行っている）
- 肢体不自由教育部門 - 小学部・中学部・高等部（訪問教育も行っている）
- 知的障害教育部門 - 小学部・中学部・高等部

学校教育目標
「心豊かでたくましく地域社会で生きぬく力を育成する」
校章・校歌
分校
高千穂校 - 〒882-1101 西臼杵郡高千穂町三田井1234（北緯32度42分34.9秒 東経131度18分15.8秒、宮崎県立高千穂高等学校に併設）

## 沿革
前史
宮崎県立延岡ととろ聴覚支援学校
- 宮崎県立延岡ととろ聴覚支援学校#沿革を参照。
- 2012年（平成24年）3月31日 - 閉校。
  - 最終所在地 - 〒889‐0513 延岡市土々呂町5丁目2085（北緯32度30分25.9秒 東経131度40分20.6秒 / 北緯32.507194度 東経131.672389度）

宮崎県立延岡わかあゆ支援学校
- 1966年（昭和41年）9月1日 - 「宮崎県立延岡養護学校」が設立される。
- 1967年（昭和42年）4月1日 - 開校。小学部と中学部を設置。整肢学園分校を設置。
- 1971年（昭和46年）4月1日 - 高等部を新設。
- 1987年（昭和62年）4月1日 - 整肢学園分校が分離の上、宮崎県立清武養護学校として独立。
- 2008年（平成20年）4月1日 - 「宮崎県立延岡わかあゆ支援学校」に改称。高千穂校を設置。
- 2012年（平成24年）3月31日 - 閉校。
  - 最終所在地 - 〒882-0062 延岡市松山町1番地1（北緯32度35分8.6秒 東経131度38分29.1秒 / 北緯32.585722度 東経131.641417度）

宮崎県立延岡たいよう支援学校
- 1960年（昭和35年）- 宮崎県社会福祉事業団によって知的障がい施設「ひかり学園」が設置される。
  - 施設内に延岡市立土々呂小学校と延岡市立土々呂中学校の分校が開設される。

- 1978年（昭和53年）4月1日 - 上記小・中学校の分校が統合・県立移管の上「宮崎県立延岡南養護学校」が設置される。
- 1994年（平成6年）4月1日 - 高等部を設置。
- 2008年（平成20年）4月1日 - 「宮崎県立延岡たいよう支援学校」に改称。
- 2012年（平成24年）3月31日 - 閉校。
  - 最終所在地 - 〒889-0514　延岡市櫛津町3427番地31（北緯32度30分21.8秒 東経131度40分46.2秒 / 北緯32.506056度 東経131.679500度）

正史
- 2009年（平成21年）4月1日 - 「宮崎県立延岡総合特別支援学校」（仮称）の設置準備委員会が設置される。
- 2012年（平成24年）4月1日 - 「宮崎県立延岡しろやま支援学校」が開校。
  - 旧・延岡わかあゆ支援学校より高千穂分校を継承。

## 交通
本校
最寄りの鉄道駅
- JR九州 日豊本線 「延岡駅」- 学校から離れているのでバス等の利用が必要。

最寄りのバス停
- 宮崎交通 延岡駅から支援学校経由福祉大学線に乗車「しろやま支援学校前」バス停で下車。

最寄りの幹線道路
- 宮崎県道16号稲葉崎平原線

高千穂分校
- 宮崎県立高千穂高等学校を参照。

## 周辺
本校
- 久住寺
- 延岡西高会館
- 延岡市立延岡小学校
- 岡富中学校
- 延岡市消防本部
- 宮崎県北部こども福祉センター
- 延岡運転免許センター

高千穂分校
- 宮崎県立高千穂高等学校を参照。